# 贾拓夫
贾拓夫（1912年—1967年5月7日），原名贾耀祖，男，陕西神木人，中华人民共和国政治人物。 1928年加入中国共产党，是中共第八届中央委员，也是中国共产党在经济工作和早期民族工作方面的领导人之一；曾任国家计委副主任，轻工业部部长等职。同时，贾拓夫也是中华人民共和国建国后的第一任中共西安市委书记、西安市人民政府市长。由于在“反右斗争”以及“文化大革命”中，遭受长期迫害和虐待，1967年5月7日在北京逝世，终年55岁。

## 生平

### 早年经历
贾拓夫14岁时，考入“绥德第四师范学校”学习；并于同年加入共青团，曾担任学校团支部书记、团县委书记等职。1928年，贾拓夫转为中国共产党党员，但还一直在共青团工作；历任陕北团特委组织部长、代理书记，共青团陕西省委委员、组织部长兼共青团西安市委书记等职。1932年8月，出任中共陕西省委常委，并负责宣传工作。1933年7月28日，中共陕西省委被国民党军警破坏，贾拓夫随后辗转前往“中央革命根据地”。

#### 参加长征
1933年年底，贾拓夫到达江西瑞金向中共中央报告工作。在随后举行的“中华苏维埃第二次全国代表大会”上，他当选为苏维埃政府中央执行委员会候补委员，并留在“中央革命根据地”工作。1934年10月，贾拓夫随军参加长征，任红军总政治部白军工作部部长，负责筹运粮食；同时，他也是惟一原籍陕北参加长征全过程的人。
在长征途中，对于红军的落脚点和未来发展，中共的领导人都还不是很清楚，到底是一直向北，打通国际路线；还是到别的什么地方落脚时，当时有很多主张。贾拓夫是作为长征中唯一来自陕北的干部，他把刘志丹领导陕北红军开展活动的情况向毛泽东等作了汇报，并建议中共中央选择到陕北立足。1935年9月20日，毛泽东根据报纸信息和贾拓夫提供的情况，下决心要到陕北去。七天后，中共中央政治局常委会议正式决定，改变原来在苏联边界创建根据地的打算，决定落脚陕北。受中央委托，贾拓夫担任与陕北党组织以及陕北红军的联络工作。

#### 到达陕北
在红军到达陕北后，贾拓夫曾历任陕甘苏区白区工作部部长、陕北省委宣传部长，中央特派员、关中特委书记、三边特委书记、少数民族委员会回民部部长等职。在西安事变后，贾拓夫出任中共陕西省委书记，恢复建立和发展在地方的中共的组织。1939年回到延安后，在张闻天、李维汉的领导下，贾拓夫开始主持西北工作委员会的工作。此后，他历任陕甘宁边区中央局统战部部长、调查研究局局长，中共中央西北局常委、秘书长、边区参议员，西北财政经济委员会副主任等职；毛泽东曾称赞贾拓夫是“党内贾宝玉”、“陕北的才子”。

### 中华人民共和国成立
1949年5月20日，中共进驻西安；24日，“西安军事管制委员会”成立，贺龙任主任，贾拓夫为副主任；25日，西安市人民政府宣告成立，贾拓夫又以中共西安市委书记、西北军政委员会委员的身份，出任中华人民共和国西安市人民政府的第一任市长。
在整个西北解放后，贾拓夫开始主持西北财经委员会的工作。1952年8月，他奉调进京，协助陈云、李富春参与全国经济的管理工作，并历任中央财经委员会副主任，国家计划委员会副主任，国家经济委员会副主任、国务院第四办公室主任，轻工业部部长等职；曾是中央财经小组的成员，在对私营工商业和手工业的社会主义改造和第一个五年经济建设计划的执行中，做出了贡献。

### 政治迫害
在高岗倒台、自杀后，在中央工作的陕北籍干部，如习仲勋、马文瑞等人虽未受到牵连，但也逐渐受到打压。主管经济工作的贾拓夫遇到的第一次考验，就是在“大跃进”，以及后来的“反右运动”。
1959年7月的庐山会议，贾拓夫和彭德怀、李锐等，同在西北小组中。在这次会议上，彭德怀言辞激烈的抨击了大跃进的错误，并点名批评了毛泽东。贾拓夫也提出了一些看法，表示财经工作要实事求是，积极稳妥，反对高指标、瞎指挥和浮夸风。于是，他被划定为“右倾机会主义分子”；不久，就被调离了经济计划领导岗位。但在经历了连年“大饥荒”之后，中共领导人开始反思；并于1962年召开“七千人大会”，纠正了前期经济路线的错误。而贾拓夫“右倾”的“帽子”，也在这一年被摘除；不久，他被安排出任抚顺发电厂厂长。
可是好景不长，康生为了打击陕北籍干部，一手制造了“《刘志丹》反党小说”事件，并编造出“习、贾、刘反党集团”。为了“改造”贾拓夫，1965年他被送到中共中央党校；在彭真提议后，贾拓夫留在了北京，被安排到石景山钢铁厂工作。“文化大革命”开始后，贾拓夫很快地就被揪斗，受到诬陷和迫害。1967年5月7日，贾拓夫的遗体被人在北京西郊八角村的一片小树林里发现，至今死因不详。据贾拓夫女儿的回忆，她曾看到父亲的遗体上有多处伤痕。

## 身后
1979年3月31日，中共中央做出决定，为贾拓夫平反，恢复了他的名誉；并于1980年3月20日，为他在北京举行了追悼会。

## 家庭
妻子白茜。长子贾虹生。长女贾达黎，女婿张宏儒。子贾延烽、贾小牛（贾湛）、贾小左。